# テゲアのアリスタルコス
テゲアのアリスタルコス（古希: Ἀρίσταρχος ὁ Τεγεάτης, 英: Aristarchus of Tegea）は、古代ギリシアの悲劇詩人である。アルカディア地方の都市テゲアの出身で、ソポクレスとエウリピデスの同時代人だった。
アリスタルコスは100歳まで生き、70作品を劇作し、悲劇の上演で2度の勝利を得たと伝えられるが、現代に伝わっているのはアリスタルコスの3つの悲劇のタイトル『アキレウス』（Ἀχιλλεύς）、『アスクレピオス』（Ἀσκληπιός）、『タンタロス』（Τάνταλος）と、ストバイオスおよびアテナイオスが引用するテキストの1行のみである。このうち『アスクレピオス』は彼が病気から快復したことに感謝して、医術の神の名を冠した悲劇を制作して捧げた。また古代ローマの詩人エンニウスはアキレウスに関するアリスタルコスの悲劇を翻訳して自分の作品に自由に取り入れたといわれる。彼には簡潔さという長所があったらしい。『スーダ』が言うように、アリスタルコスは「現在の長さの演劇を作った最初の人」であった。